# Thaumalea melanderi
Thaumalea melanderi är en tvåvingeart som beskrevs av Arnaud och Boussy 1994. Thaumalea melanderi ingår i släktet Thaumalea och familjen mätarmyggor.
Artens utbredningsområde är Kalifornien. Inga underarter finns listade i Catalogue of Life.